# Nicholas Tse
Nicholas Tse nombre artístico de Tse Ting-fung (en chino: 谢霆锋; nacido el 29 de agosto de 1980) es un cantante, compositor, músico, actor y empresario de Hong Kong. Es miembro de la empresa Emperor Entertainment.

## Biografía
Tse nació en Hong Kong el 29 de agosto de 1980, es hijo del actor Patrick Tse (谢 贤) y de la actriz Deborah Lee (狄波拉). Tse se trasladó con ellos a Vancouver, Canadá, a corta edad. Tiene una hermana más joven llamada, Jennifer Tse. 
Tiene doble nacionalidad, canadiense y hongkonesa. 
Fue educado en la Escuela de San Jorge en Vancouver, y más adelante asistió a la Escuela Internacional de Hong Kong por un año, antes de abandonarla en el 10º grado. Durante un año vivió en Phoenix, Arizona, Estados Unidos, antes de regresar a Vancouver.
También estudió música en Japón, antes de regresar a Hong Kong.

## Carrera
En principio aprendió artes marciales para el cine y la televisión, aunque luego se aficionó a su práctica habitual. 
En 2003, fundó su propia empresa llamada "Office Limited", la mayor empresa de posproducción en Hong Kong, que ofrece varios servicios para producir películas, videojuegos, vídeos y anuncios publicitarios. Cada año, la empresa gana en total más de mil millones de dólares solo con el trabajo realizado en Hong Kong.
En 2011, Tse ganó el premio "Hong Kong Film" al Mejor Actor.

## Filmografía

### Películas
- Young and Dangerous: The Prequel (少年古惑仔之激鬥編) (1998) (Tse ganó el premio al Mejor Actor en los Hong Kong Film Awards)
- Gen-X Cops (特警新人類) (1999)
- A Man Called Hero (中華英雄) (1999)
- Metade Fumaca (半支煙) (1999)
- Street Angels (少女党) (1999)
- The Mirror (怪談之魔鏡) (1999)
- Twelve Nights (十二夜) (2000)
- Winner Takes All (大贏家) (2000)
- Time and Tide (順流逆流) (2000) (Nominado y ganador: Venice Film Festival, Nominado: Motion Picture Sound Editors, USA)
- Comic King (漫畫風雲) (2001)
- Master Q 2001 (老夫子2001) (2001)
- Heroes in Love (戀愛起義) (2001) [solo como guionista/codirector] (Nominado: Stockholm Film Festival)
- My Schoolmate, the Barbarian (我的野蠻同學) (2001)
- 2002 (2001)
- Tiramisu (戀愛行星) (2002)
- Demi-Haunted (魂魄唔齊) (2002)
- The Medallion (2003) [cameo]
- Jade Goddess of Mercy (玉觀音) (2004) (Nominado: Moscow International Film Festival, Nominado y ganador: Verona Love Screens Film Festival)
- Enter the Phoenix (大佬愛美麗) (2004) [cameo]
- Moving Targets (2004新紮師兄) (2004)
- New Police Story (新警察故事) (2004)
- A Chinese Tall Story (情癲大聖) (2005)
- The Promise(無極) (2005) (Nominado: Golden Globe, Fantasporto, Golden Trailer Awards)
- McDull, the Alumni (春田花花同學會) (2006)
- Dragon Tiger Gate (龍虎門) (2006)
- Rob-B-Hood (寶貝計畫/BB計畫) (2006) [cameo]
- The Heavenly Kings (四大天王) (2006) [cameo]
- Invisible Target (男兒本色) (2007)
- Beast Stalker (証人) (2008)
- Storm Rider Clash of the Evils (風雲決) (2008) [voz]
- The Storm Warriors (風雲2) – (secuela de Storm Riders) (2009)
- Bodyguards and Assassins (十月圍城) (2009) (Nominado: Asian Film Awards, Golden Globe, Fantasporto, Golden Trailer Awards y ganador: Best Supporting Actor in Asian Film Awards and Hong Kong Film Award)
- Hot Summer Days (全城熱戀熱辣辣) (2010)
- The Stool Pigeon (綫人) (2010) (Ganador: Mejor actor en el Hong Kong Film Award)
- Shaolin (新少林寺) (2011)
- Treasure Inn (財神客棧) (2011)
- The Viral Factor (逆戰) (2012)
- The Bullet Vanishes (消失的子弹) (2012)
- Special Rescue Heroes (特種救援英雄) (2013)
- The Bombing (2019)

### Series de televisión
- Aiming High (撻出愛火花) (1998) 20 episodios
- The Monkey King: Quest for the Sutra (齊天大聖孫悟空) (2002)
- The Proud Twins (2005 TV series)|The Proud Twins (小魚兒與花無缺) (2005)
- Wing Chun (詠春) (2006) 40 episodios
- On the Road II (向世界出發II) (2007) protagonista episodios 2–6
- Big Shot (大人物) (2007)
- The Spirit of the Sword (浣花洗劍錄) (2008)
- Sword Heroes' Fate (剑侠情缘) (2011)
- The Next Magic (下一个奇迹) (2012)
- America's Next Top Model, Cycle 18 (2012) estrella invitada en uno de los episodios[1]

### Apariciones en programas
| Año        | Programa   | Notas                  |
| ---------- | ---------- | ---------------------- |
| 2017       | Ace vs Ace | (ep. #2.04) - invitado |
| 2015, 2017 | Happy Camp | invitado               |
| 2012       | Day Day Up | invitado               |

## Discografía

### EP
- 1997 無聲仿有聲
- 1998 末世紀的呼聲

### Álbum en cantonés
- 1997 My Attitude (Rank 3rd in IFPI most selling CD)
- 1998 Horizons
- 1998 末世紀的呼聲
- 1999 Believe
- 2000 零距離
- 2000 活著VIVA
- 2001 謝霆鋒創作紀念大碟Senses
- 2001 Jade Butterfly (玉蝴蝶)
- 2002 ME
- 2003 Reborn
- 2005 One Inch Closer

### Álbumes en mandarín
- 1999 謝謝你的愛1999
- 2000 了解
- 2001 世紀預言
- 2004 Listen Up
- 2005 Release (釋放)
- 2009 Last of Nicholas Tse （最后）

### Compilaciones
- 1999 Most Wanted
- 2000 20 Twenty - Best Selection by Nicholas Tse
- 2002 無形的他Invisible
- 2003 Most Wanted霆鋒精選 (DSD)
- 2005 Yellow (黃)
- 2006 Forget Me Not (毋忘我)

### Álbumes en directo
- 1999 紅人館903狂人熱份子音樂會
- 2000 Viva Live謝霆鋒演唱會
- 2002 新城主力唱好霆鋒弦燒音樂Live
- 2002 唱好霆鋒弦燒音樂會
- 2004 Reborn Live - Beijing Concert (Reborn Live演唱會 北京站)
- 2005 Nicholas Tse x Tat Ming Pair Fantasy Concert (謝霆鋒 x 達明一派 新城同場異夢音樂會)

### Otros
- 2001 音樂世界 (MiniDisc)
- 2004 英皇鋼琴熱戀系列

### Singles
- 2005 - "黃" (pinyin, Huáng; jyutping, Wong; literalmente, ‘Yellow’) - CD single released: 25 August and digital download from 23 August.
- 因為愛所以愛 Because of Love, I love
- 非走不可 (Have to Leave)
- 遊樂場" (Playground)
- 無聲仿有聲" (Sound in forms of mute)

狼 Wolf
塞车Traffic Jam